# Antonija Blaće
Antonija Blaće (Šibenik, 2. listopada 1979.), hrvatska je televizijska voditeljica i producentica na RTL Televiziji. Vodila je popularne projekte kao što su Big Brother, X Factor Adria i Hrvatska traži zvijezdu, a jedno vrijeme bila je i radijska voditeljica na Prvom radiju Zagreb te Narodnom radiju.

## Životopis
Antonija Blaće je rođena u Šibeniku, 1979. godine, u naselju Crnica. Srednju školu pohađala je u Zagrebu. Na televiziji se prvi put pojavljuje u prvoj sezoni hrvatskog Big Brothera kao natjecateljica, gdje je ispala u devetom tjednu. Već se u drugoj sezoni showa pojavljuje kao glavna voditeljica, što je ostala i do danas uz pauzu osme sezone zbog zdravstvenih razloga. Kao drugi veliki show Antonije Blaće, došao je Fear Factor, show o opasnim akrobacijama, koji je trajao samo jednu sezonu. Vodila je i prvu sezonu kulinarske lifestyle emisije Večera za 5 kao i kulinarske showove Tri, dva, jedan - peci i Tri, dva, jedan - kuhaj.
Od 2009. godine, Antonija je bila glavna voditeljica talent-showa Hrvatska traži zvijezdu, hrvatske verzije Pop Idola. Njen suvoditelj bio je Marko Lušić u prvoj sezoni, a u drugoj Ivan Šarić. Antonija Blaće je vođenjem HTZ-a postala jedina voditeljica u svijetu koja je vodila i Big Brother i Idol franšize. Šestu sezonu Big Brothera vodila je s Marijanom Mićić u Beogradu gdje su sudjelovali stanari iz Hrvatske, Makedonije, Srbije, Crne Gore i Bosne i Hercegovine.
2012. godine je uz Marijanu Batinić, Andriju Miloševića i Milana Kalinića vodila Survivor iz Kostarike koji se emitirao na RTL Televiziji u Hrvatskoj te Prvoj televiziji u Srbiji. Gledatelji su je ispred malih ekrana mogli gledati i u game showu Tog se nitko nije sjetio!, kojeg vodi vodila s Krešimirom Sučevićem-Međeralom.
U svojoj karijeri radila je kao i radijska voditeljica. Do 1. listopada 2013. godine radila je na Narodnom radiju kao voditeljica emisije Jutro uz Narodni, a onda prelazi na Prvi radio Zagreb i s kolegom Sandrom Ruotolom voditi Dobro jutro Zagrebe od 5 do 9 sati ujutro. Trenutno nema radijskih angažmana.

## Privatni život
Antonija je diplomirana inženjerka grafičke tehnologije, a uz to je završila školu za Odnose s javnošću. Šibenčanka je postala i ambasadorica Udruge RTL pomaže djeci. Osvojila je Večernjakov ekran za debitanta godine, te nagradu za "Naj žensku TV-osobu".
2015. godine vjenčala se s hrvatskim vaterpolistom Hrvojem Brlečićem.

## Emisije
| Povijesti pregled rada na televiziji | Povijesti pregled rada na televiziji | Povijesti pregled rada na televiziji |
| Godina                               | Naziv emisije                        | Bilješka |
| ------------------------------------ | ------------------------------------ | --- |
| 2004.                                | Big Brother Hrvatska (1. sezona)     | sudjelovala kao kandidatkinja te je osma izbačena iz kuće, nakon 91 dana |
| 2005. – 2008., 2011., 2015., 2018.   | Big Brother                          | - Postala voditeljica u drugoj sezoni - 2008. godine vodila celebrity sezonu koja je ukinuta prije planiranog kraja zbog loše gledanosti - U šestu sezonu vodila je s Marijanom Mičić u regionalnom Big Brotheru, čija je kuća i studio bio u Beogradu - Za 10. godišnjicu rada Antonije za RTL započela je sedma sezona, u kojoj je dobila dar od RTL tima, a njen suvoditelj je bio Sky Wikluh - Zbog operacije je vođenje osme sezone prepustila Marijani Batinić 2016. godine |
| 2006.                                | Fear Factor                          | voditeljica jednog od najekstremnijih reality showa ovog stoljeća, a snimanja su održavana u Argentini |
| 2007.                                | Večera za 5                          | voditeljica kulinarskog showa gdje pet osoba kuha za tjedne kandidate koji se međusobno ocjenjuju |
| 2009. – 2010.                        | Hrvatska traži zvijezdu              | voditeljica prve i druge sezone glazbenog talent showa na RTL Televiziji |
| 2012.                                | Survivor                             | voditeljica reality showa Survivor koji se emitira u Hrvatskoj i Srbiji s daleke Kostarike |
| 2013. – 2014., 2017.                 | Tri, dva, jedan - peci!              | voditeljica kulinarskog showa s Davorom Dretarom Dreletom |
| 2013. – 2014.                        | Tog se nitko nije sjetio!            | voditeljica game showa |
| 2014.                                | Tri, dva, jedan – kuhaj!             | voditeljica kulinarskog showa u prvoj sezoni emitiranja |
| 2014. – 2015.                        | Uhvati bingo ritam                   | glazbeno-natjecateljski show u suradnji RTL Televizije i Hrvatske lutrije |
| 2015.                                | X Factor Adria                       | voditeljica glazbenog showa koji se emitira iz Srbije diljem regije |
| 2016.                                | Anno: Ljeta Gospodnjeg 925.          | voditeljica reality showa koji je prekinut show loše gledanosti |
| 2017.                                | Zvijezde                             | voditeljica glazbenog talent showa emitiranog iz Srbije prema licenci Televizije Pink za RTL Televiziju |
| 2017.                                | Život na vagi                        | producentica dvije sezone showa Život na vagi emitiranog u proljeće i jesen 2018. godine |
| 2018. – 2019.                        | Gospodin Savršeni                    | voditeljica reality showa koji se snima prema američkoj licenci za show The Bachelor |
| 2021.                                | Dođi, pogodi, osvoji                 | voditeljica game showa koji se snima prema američkoj licenci za show The price is right |
| 2022.                                | Masked Singer                        | voditeljica pjevačkog reality showa koji se snima prema korejskoj i američkoj licenci za show Masked Singer |

## Vanjske poveznice
- Službena Facebook stranice Antonije Blaće
- Službeni Instagram profil Antonije Blaće